# Reggie Smith
Carl Reginald Smith (nascido em 2 de abril de 1945) é um ex-jogador profissional de beisebol. Smith jogou na Major League Baseball como  defensor externo e posteriormente como técnico assistente e executivo. Também jogou na Nippon Professional Baseball por duas temporadas no fi de sua carreira como jogador. Durante seus 17 anos de carreira nas grandes ligas (1966–1982), Smith apareceu em  1.987 jogos, rebateu home runs e teve aproveitamento de 28,7%. No auge, era tido como um dos mais fortes braços entre os campistas externos das grandes ligas.